# Corydoras griseus
Corydoras griseus är en fiskart som beskrevs av Holly, 1940. Corydoras griseus ingår i släktet Corydoras och familjen Callichthyidae. Inga underarter finns listade i Catalogue of Life.